# Ла-Орбада
Ла-Орбада (ісп. La Orbada) — муніципалітет в Іспанії, у складі автономної спільноти Кастилія-і-Леон, у провінції Саламанка. Населення — 242 особи (2010).
Муніципалітет розташований на відстані близько 170 км на північний захід від Мадрида, 21 км на північний схід від Саламанки.
На території муніципалітету розташовані такі населені пункти: (дані про населення за 2010 рік)
- Ла-Орбада: 154 особи
- Ла-Орбаділья: 2 особи
- Вільянуева-де-лос-Павонес: 86 осіб

## Демографія
Динаміка населення (INE ):

## Зовнішні посилання
- Провінційна рада Саламанки: індекс муніципалітетів [Архівовано 23 квітня 2009 у Wayback Machine.]
- Посилання на Google Maps